# Rhinoptilus chalcopterus
Rhinoptilus chalcopterus là một loài chim trong họ Glareolidae.